# Tulsa 66ers 2009-2010
La stagione 2009-10 dei Tulsa 66ers fu la 9ª nella NBA D-League per la franchigia.
I Tulsa 66ers arrivarono quinti nella West Conference con un record di 27-23. Nei play-off vinsero il primo turno con i Sioux Falls Skyforce (2-1), superando poi in semifinale gli Iowa Energy (2-1), per perdere infine la finale contro i Rio Grande Valley Vipers (0-2).

## Roster
| N° | Naz.                   | Ruolo | Sportivo           | Anno | Alt. | Peso |
| -- | ---------------------- | ----- | ------------------ | ---- | ---- | ---- |
| 00 | Stati Uniti (bandiera) | P     | Byron Eaton        | 1986 | 180  | 95   |
| 3  | Stati Uniti (bandiera) | A     | Rodney Webb        | 1983 | 201  | 109  |
| 7  | Stati Uniti (bandiera) | P     | Wink Adams         | 1985 | 183  | 91   |
| 7  | Stati Uniti (bandiera) | GA    | Zabian Dowdell     | 1984 | 192  | 90   |
| 9  | Stati Uniti (bandiera) | A     | Keith Clark        | 1987 | 203  | 111  |
| 9  | Stati Uniti (bandiera) | P     | JaJuan Smith       | 1985 | 188  | 88   |
| 10 | Stati Uniti (bandiera) | G     | Kyle Weaver        | 1986 | 198  | 91   |
| 11 | Stati Uniti (bandiera) | G     | Cecil Brown        | 1983 | 193  | 86   |
| 15 | Stati Uniti (bandiera) | C     | B.J. Mullens       | 1989 | 213  | 125  |
| 17 | Stati Uniti (bandiera) | AP    | Moses Ehambe       | 1986 | 198  | 90   |
| 21 | Stati Uniti (bandiera) | A     | Latavious Williams | 1989 | 203  | 88   |
| 22 | Stati Uniti (bandiera) | P     | Mustafa Shakur     | 1984 | 191  | 86   |
| 23 | Stati Uniti (bandiera) | A     | Larry Owens        | 1983 | 201  | 95   |
| 32 | Bahamas (bandiera)     | A     | Mitch Johnson      | 1985 | 196  | 97   |
| 32 | Stati Uniti (bandiera) | A     | Chris Richard      | 1984 | 206  | 122  |
| 33 | Nigeria (bandiera)     | A     | Yemi Ogunoye       | 1985 | 206  | 95   |
| 33 | Stati Uniti (bandiera) | A     | D.J. White         | 1986 | 206  | 114  |
| 41 | Stati Uniti (bandiera) | A     | Deron Washington   | 1985 | 201  | 95   |
| 44 | Stati Uniti (bandiera) | A     | DeVon Hardin       | 1986 | 211  | 106  |
| 50 | Stati Uniti (bandiera) | C     | Steven Hill        | 1985 | 213  | 112  |
| 99 | Stati Uniti (bandiera) | A     | Marcus Lewis       | 1986 | 203  | 111  |

## Staff tecnico
- Allenatore: Nate Tibbetts
- Vice-allenatore: Dale Osbourne
- Preparatore atletico: Anthony Aldridge